# Chappeleturm

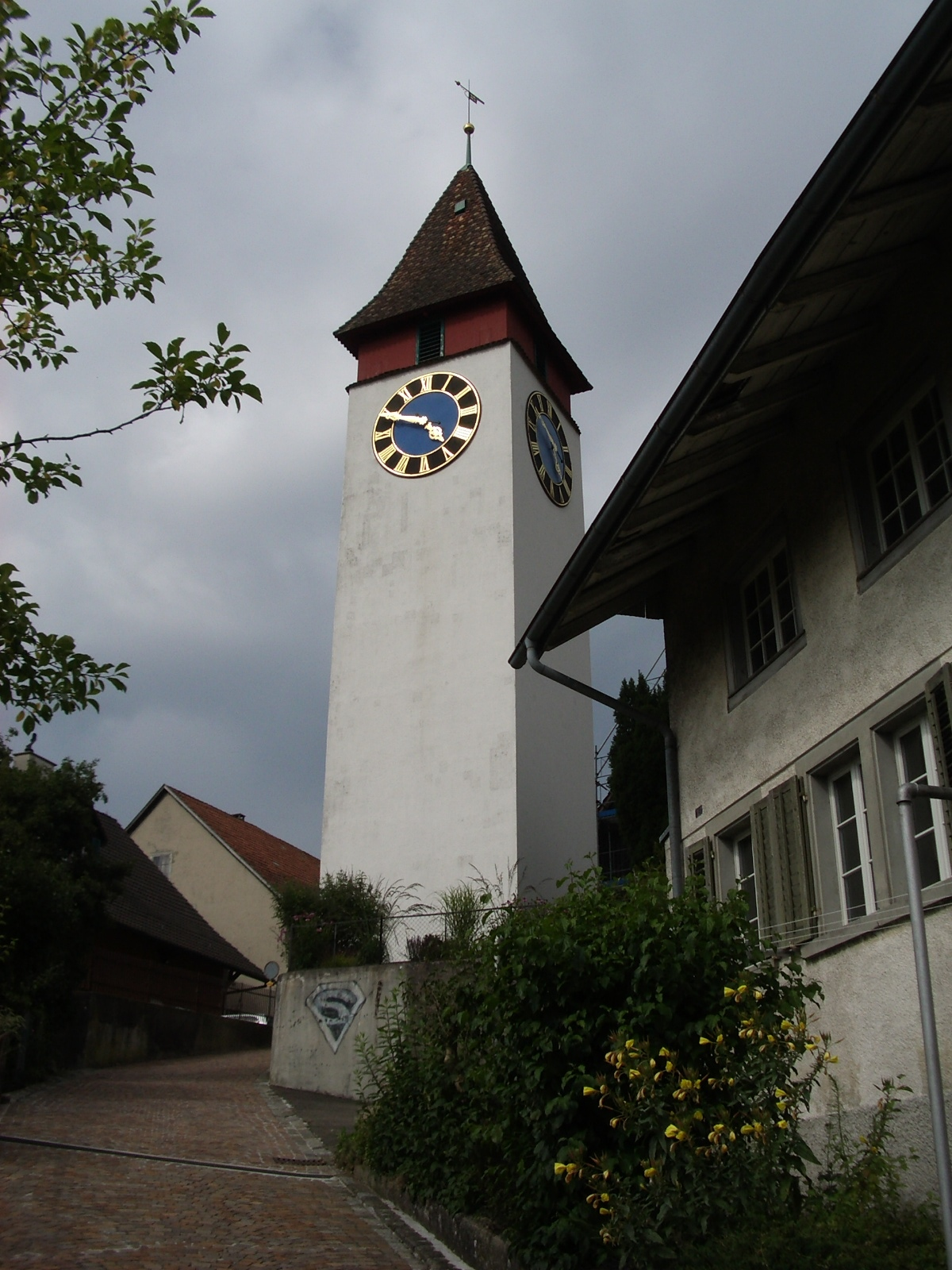
Chappeleturm

Der Chappeleturm ist ein Baudenkmal und das Wahrzeichen der Stadt Opfikon im Schweizer Kanton Zürich.

## Geschichte
Der Turm war Teil einer Kapelle, welche im 13. oder 14. Jahrhundert gebaut wurde. Die Kirche wurde beim Dorfbrand 1764 zerstört und nicht wieder aufgebaut. Der Turm wurde mehrfach zerstört und wiederaufgebaut. Im November 2022 feierte man das 200-jährige Bestehen in seiner heutigen Form.
Am 1. September 1761 wurde der Turm durch Blitzeinschlag zerstört; am 9. April 1764 erneut durch Dorfbrand. 1822 erfolgte ein Blitzeinschlag, 1828 erhielt er eine neue Glocke. 1876 wurde die Turmuhr ersetzt, 1923 das Dach repariert. Minutenzeiger wurden der Turmuhr 1926 hinzugefügt. 1952 nahm man den Ersatz der Glocke vor; 1968 erfolgte eine Renovation unter der Leitung des Architekten Pit Wyss.
Der Name «Chappele» mit Betonung auf der ersten Silbe leitet sich von der ursprünglichen Kapelle ab.